# Henry E. Brown

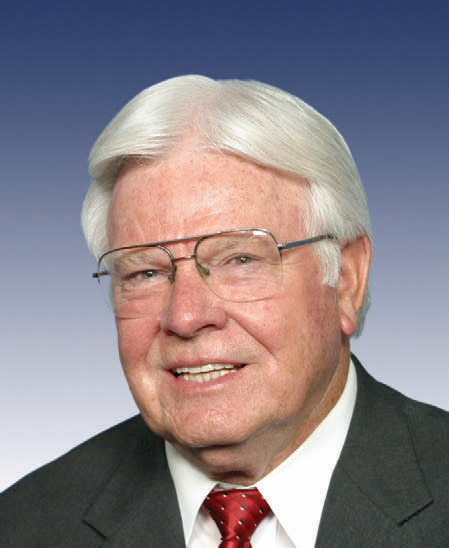
Henry E. Brown

Henry Edward Brown (* 20. Dezember 1935 in Bishopville, Lee County, South Carolina) ist ein US-amerikanischer Politiker. Von Januar 2001 bis Januar 2011 vertrat er den Bundesstaat South Carolina im US-Repräsentantenhaus.

## Werdegang
Henry Brown besuchte bis 1953 die Berkeley High School in Moncks Corner. Danach begann er ein Studium an der Charleston Southern University, das er aber nicht beendete. Stattdessen besuchte er die IBM Management and Technical School. Danach arbeitete er für eine Lebensmittelhandelskette. Von 1953 bis 1962 war Brown auch Mitglied der Nationalgarde von South Carolina. Politisch schloss er sich der Republikanischen Partei an. Zwischen 1985 und 2000 war er Abgeordneter im Repräsentantenhaus von South Carolina. Dort war er an der Ausarbeitung einer der größten Steuersenkungen in der Geschichte seines Staates beteiligt. Zwischen 1996 und 2000 saß Brown im Gemeinderat von Hanahan.
Bei den Kongresswahlen des Jahres 2000 wurde Henry Brown im ersten Wahlbezirk von South Carolina in das US-Repräsentantenhaus in Washington, D.C. gewählt. Dort trat er am 3. Januar 2001 die Nachfolge von Mark Sanford an. Er kündigte vor den Wahlen 2010 an, nicht mehr zu kandidieren. Brown war zuletzt Mitglied in drei Ausschüssen: im Ausschuss für Bodenschätze, im Ausschuss für Transport und Infrastruktur sowie im Ausschuss für Veteranenangelegenheiten. Er saß zudem in sechs Unterausschüssen. Am 3. Januar 2011 schied er aus dem Kongress aus.
Im Jahr 2004 erregte er Aufsehen, als er auf seinem Anwesen ein kontrolliertes Feuer legte, das aber außer Kontrolle geriet und Teile des benachbarten Francis Marion National Forest zerstörte. Er musste eine kleine Strafe zahlen, die den entstandenen Schaden bei weitem nicht abdeckte.
Henry Brown ist mit Winifred Brown verheiratet. Er lebt privat in Hanahan.